# Davichi
Davichi (hangul: 다비치) é um dupla musical sul-coreana formada pela MBK Entertainment em 2008. Consiste nas vocalistas Haeri e Minkyung. Seu nome Davichi significa brilhar sobre tudo. A dupla lançou três álbuns de estúdio e sete extended plays até a atual data e apresentou em várias trilhas sonoras para dramas de televisão como Descendants Of The Sun e It's Okay That's Love. Desde a sua estreia com o single I Hate You, I Love You, elas experimentaram sucesso comercial consistente, com seis singles número um na Coreia do Sul.

## História

### 2008–2010: Estreia eBreakthrough
A dupla lançou seu primeiro álbum de estúdio intitulado Amaranth, em 4 de fevereiro de 2008. A faixa promocional I Hate You, I Love You ganhou o Prêmio Novato do Mês em fevereiro do Cyworld Digital Music Awards. A dupla posteriormente promoveu a faixa Sad Promise do álbum. No dia 8 de julho, eles lançaram uma edição repaginada de seu primeiro álbum intitulado Vivid Summer Edition, com Love and War como single promocional. Nos últimos meses de 2008, Davichi ganhou prêmios Melhor Artista Novo no Mnet Asian Music Awards, Golden Disk Awards e Seoul Music Awards.
Em 5 de março de 2009, Davichi lançou o extended play Davichi in Wonderland, acompanhado pelo single principal 8282. A canção mostrou-se popular entre o público em geral e continuou o sucesso do gráfico de Davichi. No ano seguinte, em 6 de maio de 2010, Davichi lançou seu segundo extended play Innocence, acompanhado pelo
single Time, Please Stop. O videoclipe para a faixa principal foi estrelado por Eunjung, integrante do T-ara.

### 2011–2012:Love Delight
Em 16 de agosto de 2011, foi anunciado que Davichi estaria lançando seu terceiro extended play Love Delight, no final do mês. Em 27 de agosto, foi revelado pela gravadora de Davichi, Core Contents Media, que todo o extended play Love Delight tinha sido vazado na internet. Apesar do vazamento virar rapidamente através de sites de portal da internet, a empresa optou por não alterar a data de lançamento. O extended play Love Delight foi lançado em 29 de agosto, acompanhado pelo videoclipe para a faixa principal, Do Not Say Goodbye. A canção passou a traçar o gráfico no número um no Gaon Digital Chart da Coreia do Sul e o Billboard K-Pop Hot 100 por três semanas consecutivas. Em 7 de outubro de 2012, foi anunciado que as integrantes de Davichi deixariam sua gravadora para formar uma empresa independente. No entanto, menos de um mês depois, foi revelado que a dupla tinha retraído a decisão de deixar a Core Contents Media e renovou seus contratos.

### 2013–2014:Mystic Ballade6,7
Em 3 de março de 2013, o videoclipe de pré-lançamento do single Turtle, do segundo álbum de estúdio de Davichi, Mystic Ballad, foi lançado. O videoclipe estrelou Hyoyoung, colega de gravadora da dupla e integrante do grupo F-ve Dolls. O single Turtle passou a traçar o gráfico no número um na parada musical Gaon da Coreia do Sul. Em 18 de março, Davichi lançou o single Just the Two of Us, acompanhado pelo álbum completo, que contou com colaborações com Duble Sidekick, Verbal Jint, Jung Suk-won e Ryu Jae-hyun. As promoções para Just the Two of Us começaram em 21 de março no programa M Countdown. O single pegou a colocação número um em M! Countdown, marcando o décimo quinto prêmio de Davichi em um programa musical. Em 1 de abril, Davichi lançou o single digital Be Warmed (feat. Verbal Jint). A canção foi originalmente incluída na lista de faixas da Mystic Ballad, mas foi retirada por razões desconhecidas. A canção foi encontrada com sucesso instantâneo na Coreia do Sul. Em 27 de junho, Davichi lançou o álbum digital Memories of Summer acompanhado pela faixa Because I Miss You Today, que foi produzido por Choi Kyu-sung. Em 23 de fevereiro de 2014, anunciou-se que o contrato de Davichi havia expirado e que a renovação do contrato com a Core Contents Media parecia improvável. Pouco depois, anunciou que a dupla realmente não voltou a renovar seu contrato com a gravadota, mas que estariam lançando um álbum de estúdio final com a empresa como um "presente de despedida". Em 4 de junho, Davichi lançou Again, colaboração com Kim Tae-min, Park Sang-won, e Seunghee, integrante do grupo F-ve Dolls. Em 18 de junho, a dupla lançou Pillow, uma música de estreia inédita. O extended play 6,7 foi lançado no dia seguinte. Em 3 de julho, Davichi lançou Do Not Move como seu último single sob o selo da Core Contents Media, com o videoclipe estrelado por Sungmin, integrante do Speed e Dani, integrante do T-ara N4 Em 13 de julho, Davichi lançou 괜찮아사랑이야 (Is Good That's Love), que foi apresentado em todo o drama da SBS como uma OST. Pouco depois, em 17 de julho, a dupla assinou um contrato exclusivo com a CJ E&M após o término do contrato com o Core Contents Media.

### 2015–2016:Davichi Huge50 x Half
Davichi lançou o extended play Davichi Hug sob sua nova agência em 21 de janeiro de 2015, com os dois singles principais, Crying Again e Sorry, I'm Happy. O extended play foi lançado sob o selo da CJ E&M. No dia 16 de dezembro, lançaram o single digital 화이트 (WHITE) com Jay Park sob a gravadora B2M Entertainment. Em 13 de outubro de 2016, Davichi lançou seu sexto extended play, 50x Half com a faixa principal dupla Beside Me e Love Is To Give. Em 28 de outubro, Davichi anunciou seu concerto Davichi in Tempo (50XHALF). Dois concertos foram realizados em Seul, no Grand Hall da Universidade Yonsei, entre os dias 30 de dezembro e 31 de dezembro.

### 2017–presente:&10
Em 11 de outubro de 2017, Davicho lançou seu single digital To Me. Em 15 de dezembro, Davichi anunciou seu concerto Davichi La Eve Concert 2017, ocorrido no Grand Hall da Ypori Universidade, em 24 de dezembro. Em 16 de janeiro de 2018, a B2M Entertainment anunciou que Davichi lançará seu álbum de estúdio &10 em comemoração ao seu aniversário de dez anos da dupla. Foi oficialmente lançado em 25 de janeiro, acompanhado pelo videoclipe da faixa principal Days Without You, que foi estrelado por Kang Daniel, ex-concorrente do reality show Produce 101 Season 2 e atual integrante do grupo Wanna One.

## Integrantes

### Haeri
Haeri (hangul: 해리), nascida Lee Haeri (hangul: 이해리) em 14 de fevereiro de 1985 (40 anos) em Seul, Coreia do Sul. Em 2017, ela competiu no programa de variedades King of Mask Singer. No mesmo ano, Haeri realizou sua estreia como solista com o lançamento do extended play H.

### Minkyung
Minkyung (hangul: 강민경), nascida Kang Minkyung (hangul: 강민경) em 3 de agosto de 1990 (34 anos) em Goyang, Gyeonggi, Coreia do Sul. Na atuação, ela apareceu em diversos dramas coreanos, incluindo Smile Mom (2010), Vampire Idol (2011), Haeundae Lovers (2012) e Best Lovers (2015). Em 2011, Minkyung também se tornou concorrente no programa de variedades da KBS Immortal Songs 2.

## Discografia
- 2008: Amaranth
- 2013: Mystic Ballad
- 2018: &10

## Filmografia

### Shows de televisão
| Ano  | Título                    | Emissora   | Membro(s)     | Notas                                                        |
| ---- | ------------------------- | ---------- | ------------- | ------------------------------------------------------------ |
| 2011 | Immortal Songs 2          | KBS2       | Kang Minkyung | Concorrente                                                  |
| 2011 | Pops in Seoul             | Arirang TV | Todas         |                                                              |
| 2012 | Imagination Love Battle   | JTBC       | Kang Minkyung |                                                              |
| 2013 | Hidden Singer             | JTBC       | Kang Minkyung | Convidada especial no episódio 13                            |
| 2013 | You Hee-yeol's Sketchbook | KBS2       | Todas         | Episódio 183 e 211                                           |
| 2013 | Gag Concert               | KBS World  | Todas         | Episódio 694 "Discoveries in Life" 생활의 발견               |
| 2013 | Beatles Code              | Mnet       | Todas         |                                                              |
| 2013 | Immortal Songs 2          | KBS2       | Todas         | Episódio 94                                                  |
| 2013 | Hello Counselor           | KBS World  | Todas         | Episódio 119                                                 |
| 2015 | Entertainment Weekly      | KBS2       |               |                                                              |
| 2015 | Pops in Seoul             | Arirang TV | Lee Hae-ri    |                                                              |
| 2015 | Dating Alone              | JTBC       | Kang Minkyung | Episode 5-6 with Zhang Yuan                                  |
| 2015 | 2 Days & 1 Night          | KBS2       | Kang Minkyung | Episódio 63 Season 3                                         |
| 2015 | King of Mask Singer       | MBC        | Kang Minkyung | Episode 17-18 "Cotton Candy Come For Walk"                   |
| 2015 | Gag Concert               | KBS        | Kang Minkyung |                                                              |
| 2016 | I Can See Your Voice      | Mnet       | Todas         |                                                              |
| 2016 | Olive SHOW                | Olive TV   | Todas         |                                                              |
| 2016 | Two Yoo Project Sugar Man | JTBC       | Lee Haeri     | Episódio 22, Sugar song: 나는 문제 없어 (I Have No Problems) |
| 2016 | Running Man               | SBS        | Kang Minkyung | Episódio 322                                                 |
| 2016 | Duet Song Festival        | MBC        | Kang Minkyung | Concorrente com Kim Min-ho (Episódios 29-30)                 |
| 2016 | Two Yoo Project Sugar Man | JTBC       | Todas         | Episódio 36, Sugar song: 여자이니까 (Because I'm a Girl)     |
| 2016 | Knowing Brother           | JTBC       | Todas         | Episódio 48                                                  |
| 2016 | You Hee-yeol's Sketchbook | KBS2       | Todas         | Episódio 328 e Episodes 338                                  |
| 2017 | King of Mask Singer       | MBC        | Lee Haeri     | Episódio 101-104 "Puss in Boots is Sing"                     |